# پرچم لیختن‌اشتاین
پرچم لیختن‌اشتاین برای اولین بار در ۲۴ ژوئن ۱۹۳۷ به رسمیت شناخته شد. به‌عنوان پرچم غیرنظامی و پرچم استان شناخته می‌شود و همچنین دارای تناسب ۳:۵ می‌باشد. این پرچم دارای دو نوار قرمز و آبی تشکیل شده‌است.